# Georgia Pacific Railway
Die Georgia Pacific Railway war eine Bahngesellschaft im Süden der USA, die Ende des 19. Jahrhunderts eine rund 735 km lange Bahnverbindung von Atlanta über Birmingham nach Greenville am Mississippi River sowie einige Nebenbahnen errichtete. Das Unternehmen ging 1894 in der Southern Railway auf.

## Geschichte
Am 10. November 1881 wurde in Birmingham die Georgia Pacific Railway registriert, um zum 31. Dezember 1881 fünf Gesellschaften zu kombinieren:
- die Georgia Pacific Railroad Company (Alabama)
- die Georgia Pacific Railroad Company (Georgia), die 1881 bereits die Georgia Western Rail Road übernommen hatte
- die Elyton & Aberdeen Railroad Company
- die Columbus, Fayette and Decatur Railroad Company
- und die Greenville, Columbus and Birmingham Railroad Company (GC&B)

Alle Vorgängerunternehmen hatten Planungen und teilweise auch Bauarbeiten für Bahnstrecken begonnen, aber zum Übernahmezeitpunkt fast keine Anlagen fertiggestellt. Nur die GC&B betrieb in Form einer Schmalspurbahn mit 914 mm Spurweite zwischen Greenville und Johnsonville bei Indianola sowie einem Abzweig nach Percy bei Hollandale bereits Strecken mit einer Gesamtlänge von etwa 70 km. Die Georgia Pacific Railway setzte die Arbeiten fort und eröffnete im November 1883 eine in 1448 mm-Breitspur ausgeführte, 268 km lange Strecke von Atlanta nach Birmingham. 1887 wurde eine etwa 198 km lange Verlängerung Richtung Westen über Fayette bis Columbus fertiggestellt und 1889 der gut 230 km lange Abschnitt von Columbus bis Indianola, wo die Strecke der GC&B erreicht wurde. Das um einzelne Nebenbahnen ergänzte Netz wurde in den folgenden Jahren auf Regelspur umgestellt.
Die Mehrheitseigentümer der Georgia Pacific Railway waren zunächst John Brown Gordon, dessen Brüder Walter Gordon und Eugene Gordon sowie Alfred H. Colquitt. Ein signifikanter Teil der  Finanzierung des Streckenbaus wurde durch die Richmond and Danville Railroad (R&D) und deren Partner Richmond and West Point Terminal Company getragen, für die die Strecke der Georgia Pacific Railway eine direkte Erweiterung ihres nördlich und östlich von Atlanta gelegenen Netzes darstellte. Die beiden Unternehmen übernahmen dadurch früh die effektive Kontrolle über die Georgia Pacific Railway.
1892 mussten zunächst die Richmond and West Point Terminal Company und dann auch die R&D Insolvenz anmelden. Zur Reorganisation unter Beteiligung von J. P. Morgan wurde das Richmond-and-Danville-System einschließlich der Georgia Pacific 1894 zusammen mit weiteren Bahngesellschaften in die neu gegründete Southern Railway überführt. Das Unternehmen Georgia Pacific Railway bestand bis mindestens 1920 unter Betriebsführung der Southern weiter. Während die Georgia Pacific-Strecken östlich von Columbus direkt durch die in Washington, D.C., ansässige Southern betrieben wurden, gingen Infrastruktur und Betrieb der westlich von Columbus gelegenen Bahnstrecke Columbus–Greenville zum 31. August 1894 auf die neu gegründete Tochtergesellschaft Southern Railway Company in Mississippi über. Diese wurde am 6. November 1920 in Columbus and Greenville Railroad umbenannt und zum 27. August 1923 an die durch regionale Unternehmer neu gegründete Columbus and Greenville Railway verkauft.

## Infrastruktur
Neben der etwa 735 langen Hauptstrecke von Atlanta über Birmingham und Columbus nach Greenville erbaute die Georgia Pacific eine Reihe von Nebenbahnen. Die meisten dieser Strecken waren nur wenige Kilometer lang, um Bergwerke oder Orte an die Hauptverbindung anzuschließen. Mehr als zehn Kilometer lange Nebenbahnen waren neben der bereits durch die GC&B errichteten Strecke nach Percy in Mississippi die Strecken von Bessemer nach Woodlawn (33 km) sowie von Itta Bena nach Webb (56 km). Die Gesamtlänge des Georgia Pacific-Netzes betrug 1894 905 km (562 Meilen).

## Fahrzeuge
Nach Angaben der Official Railway List von 1889 besaß die Georgia Pacific Railway 58 Lokomotiven, 31 Personenwagen und 2099 Güterwagen. Die Ausgabe von 1894 meldet 106 Lokomotiven, 58 Personen- und 3354 Güterwagen.